# 姫路市立白鷺小学校
姫路市立白鷺小学校（ひめじしりつ はくろしょうがっこう）は、兵庫県姫路市にあった公立小学校。2018年（平成30年)、姫路市立白鷺中学校と統合、義務教育学校である姫路市立白鷺小中学校への移行により閉校した。

## 特徴
姫路市街中心部に近く、北東には姫路城もある。2009年（平成21年）4月に、白鷺中学校とともに、学習指導要領に準じた上で、児童生徒の発達段階や学びの段階を重視し、義務教育9年間を前期4年、中期3年、後期2年に区分し、特に中期を重視した指導を行なっていた。
隣接した校舎を渡り廊下でつなぎ一体化した施設を生かし、小中学校教職員による相互乗入授業や小中学生の合同勉強会、合同行事を開催するなど、姫路市小中一貫教育推進モデル校として魅力ある教育活動を展開していた。

## 沿革
白鷺小学校の敷地にあった姫路市立城南小学校（じょうなんしょうがっこう）と、現在の姫路市立総合教育センターにあった姫路市立城巽小学校（じょうそんしょうがっこう）とが統合されて発足した小学校である。

### 統合前

#### 姫路市立城南小学校
- 1873年（明治6年）1月 - 船場本徳寺内に則地学校（そくちがっこう）設立。城南小学校の起源とされる[1]。
- 1876年（明治9年）8月 - 福中内新町に第3大学区第29番中学区飾東郡第1番小学区城南小学校として開校。児童数1051名は県下第1の規模であった。
- 1886年（明治20年）4月 - 城南尋常小学校と改称。児童数2060名に達する。
- 1906年（明治39年）- 姫路市立船場尋常小学校が分離・開校。
- 1908年（明治41年）4月 - 高等科を併置、城南尋常高等小学校となる（1912年（明治45年）分離）。十二所前に校舎落成。
- 1923年（大正12年）4月 - 城巽小学校が分離・開校（次節へ）。
- 1941年（昭和16年） - 城南国民学校と改称。
- 1945年（昭和20年）7月3日～4日 - 姫路空襲で被災、校舎全焼。バラック校舎・本徳寺・歩兵第10連隊跡での分散授業となる。
- 1946年（昭和21年）4月 - 城南小学校に復称。
- 1950年（昭和25年）9月 - 十二所前に校舎新築。
- 1958年（昭和33年）10月 - 本町68番地・歩兵第39連隊跡地に新校舎起工。児童数1852人、戦後期のピーク。
- 1959年（昭和34年）4月 - 新校舎へ移転開始、5月に完了。5月27日を開校記念日とする。
- 1972年（昭和47年）12月 - 創立100周年記念式典。児童数869人。
- 1983年（昭和58年）11月 - 創立111周年記念式典。児童数578人。
- 1997年（平成9年）9月 - 創立125周年記念運動会実施。児童数211人。

- 2009年（平成21年）3月31日 - 城南小学校閉校。前年4月時点で児童数122人。

(本節出典：）

#### 姫路市立城巽小学校
- 1923年（大正12年）4月 - 城巽小学校創立。児童数920名。11月17日に校旗入魂式、この日を開校記念日とする。
- 1941年（昭和16年） - 城巽国民学校と改称。
- 1945年（昭和20年）7月3日～4日 - 姫路空襲で被災、校舎全焼。7月22日焦土の中で授業再開、児童数224人。
- 1946年（昭和21年） - 坂田町の4寺院を仮校舎としたのち、歩兵第10連隊兵舎での授業となる。
- 1946年（昭和21年）4月 - 城巽小学校に復称。
- 1947年（昭和22年）6月13日 - 昭和天皇が仮校舎を巡幸。
- 1948年（昭和23年） - 学校復興建築開始、1952年（昭和27年）第4期工事として本館竣工、1955年（昭和30年）第6期工事竣工。
- 1963年（昭和38年） - 鉄筋校舎竣工。
- 2009年（平成21年）3月31日 - 城巽小学校閉校。

（本節出典：

### 統合後
- 2009年（平成21年）4月1日 - 姫路市立城南小学校と姫路市立城巽小学校を統合し姫路市立白鷺小学校開校。同時に隣接する姫路市立白鷺中学校とともに、姫路市小中一貫教育推進モデル校として小中一貫教育を開始。
- 2018年（平成30年）
  - 3月 - 義務教育学校への移行のため閉校
  - 4月 - 姫路市立白鷺中学校と統合、姫路市立白鷺小中学校が開校

## 校訓
- 自律創造
- 力行奉仕
- 敬愛親和

## 学校経営方針
〜夢抱き 未来に輝く 白鷺っ子〜
- 小中一貫教育を通して、児童生徒の発達と学習の連続性を重視した教育を実践し、一人一人の自己実現をめざす。
- 小中学校の全教職員の協働体制を確立するとともに、地域社会が一体となった学校づくりをめざす。
- 全ての教育活動の核に「学力」「安全」「人権」をおく。

## 学校教育目標
確かな学力を基盤とした総合的な人間力の育成
重点目標
〜理数教育の充実〜
- 理数的思考力
- 科学的問題解決力
- 情報活用力
- コミュニケーション力

## 校区内の主な施設
- 姫路城
- 好古園
- 大手前公園
- 大手前通り
- 姫路市立白鷺中学校（進学先中学校・当校と統合し、姫路市立白鷺小中学校となる）

## 交通アクセス
- 西日本旅客鉄道（JR西日本） 姫路駅から北へ800m。
- 山陽電気鉄道 山陽姫路駅から北へ700m。
- 神姫バス 姫路城大手門前バス停から西へ200m。

## 出身者
- 渡海紀三朗（衆議院議員） - 旧姫路市立城南小学校を卒業
- 美木良介（俳優・歌手） - 旧姫路市立城南小学校を卒業
- 眞鍋政義（バレーボール指導者・全日本女子監督） - 旧姫路市立城南小学校を卒業
- 伊賀泰代（経営コンサルタント）- 旧姫路市立城巽小学校を卒業